# Scharffia nyasa
Scharffia nyasa är en spindelart som beskrevs av Griswold 1997. Scharffia nyasa ingår i släktet Scharffia och familjen Cyatholipidae.
Artens utbredningsområde är Malawi. Inga underarter finns listade i Catalogue of Life.